# 狐式輪型裝甲車
狐式輪型裝甲車 (Fuchs)是西德時期德國生產的輪型裝甲車，一直持續使用至今。
西德戴姆勒.賓士(Daimler-Benz)在1960年代就開始進行狐式的研發工作，70年代成熟共生產了996輛狐式車系供西德陸軍使用，並外銷阿爾及利亞、荷蘭、英國、美國、沙烏地阿拉伯、委內瑞拉，有轉向式水推進系統能涉水前進，美國發佈採購意願後由德國轉移技術於美國通用動力陸上系統生產其核生化防護車型，美軍編號M-93。1990年代末期德國推出改良後的狐二式，戰鬥重量增至20ton、換裝新發動機、降低引擎跡訊並加裝新型CAN-Standard SAE J 1939數位式車載電子系統、增設中央胎壓控制其武器系統多樣性可選，可選擇加裝一座萊茵金屬公司的E-8砲塔或一座萊茵金屬公司RLS 609遙控旋轉塔，E-8砲塔有30mm機砲、7.62mm機槍以及反戰車飛彈等構型。
2005參與阿拉伯聯合大公國核生化檢測車的競標，並擊敗食人魚、游騎兵等車，獲勝得阿拉伯聯合大公國的22輛訂單。 2012年起與阿爾及利亞簽訂在地生產協議，於當地設廠量產，成為阿國主力陸軍用車。

## 車型

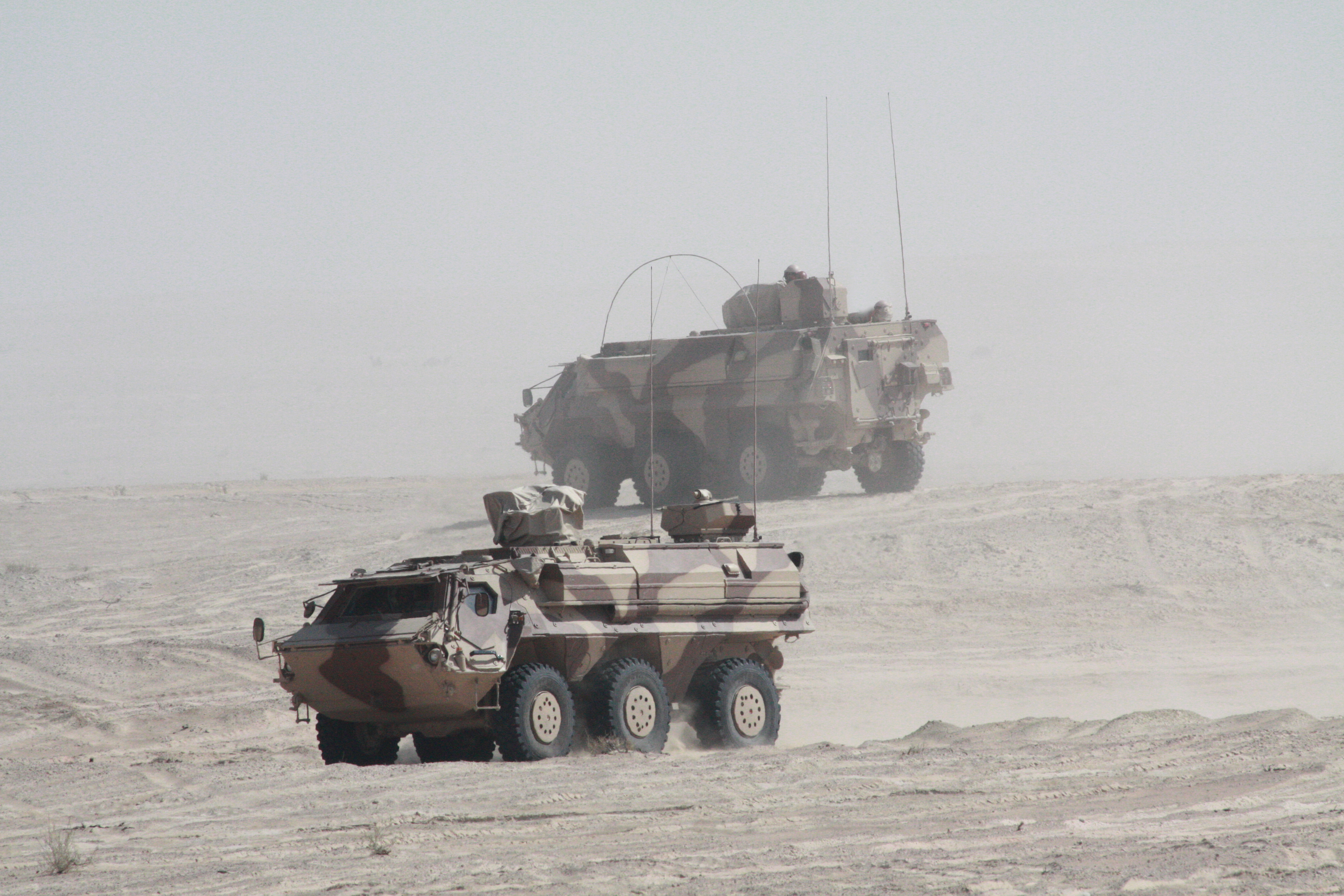
沙特用核生化車
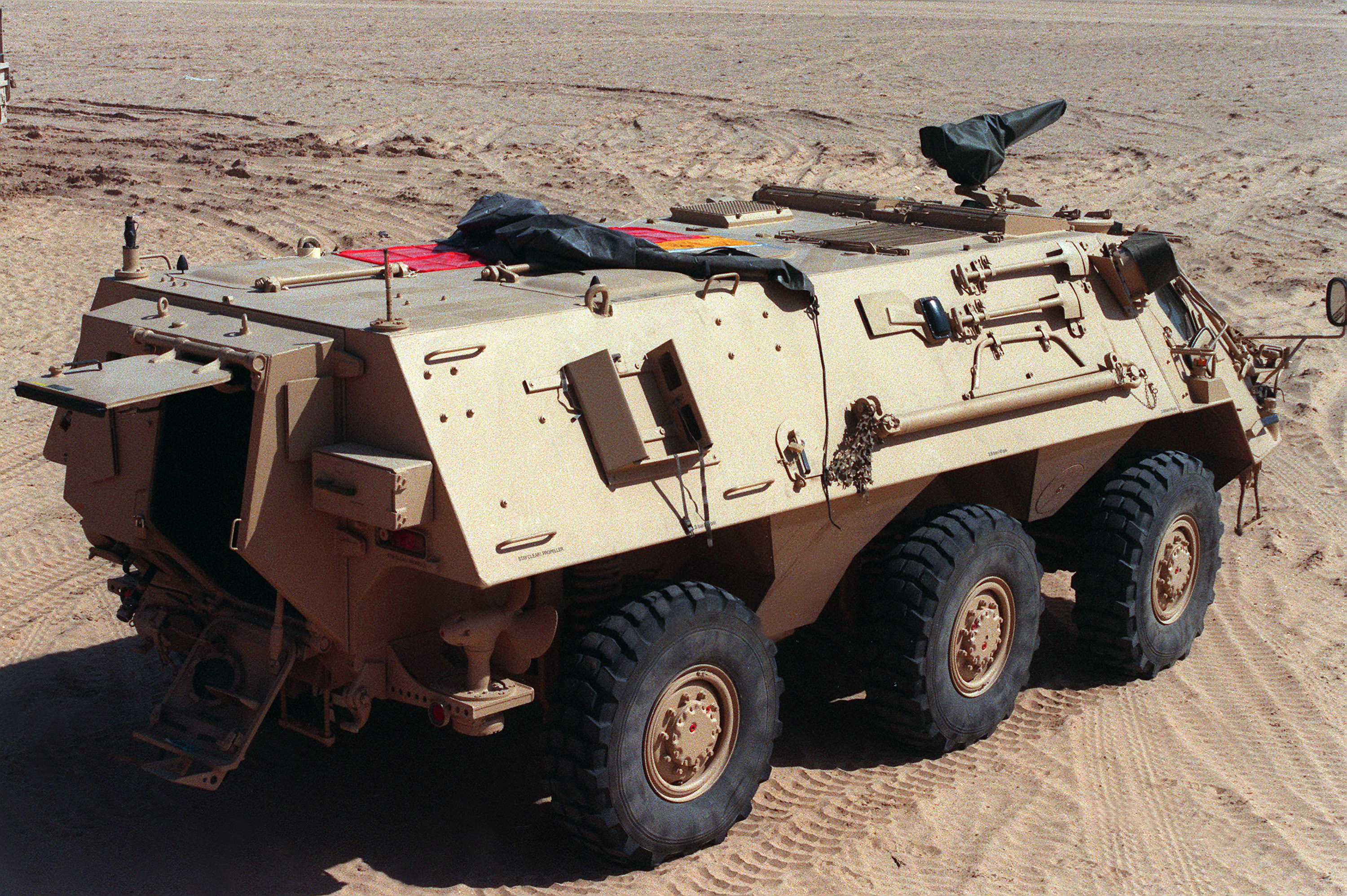
美軍M93
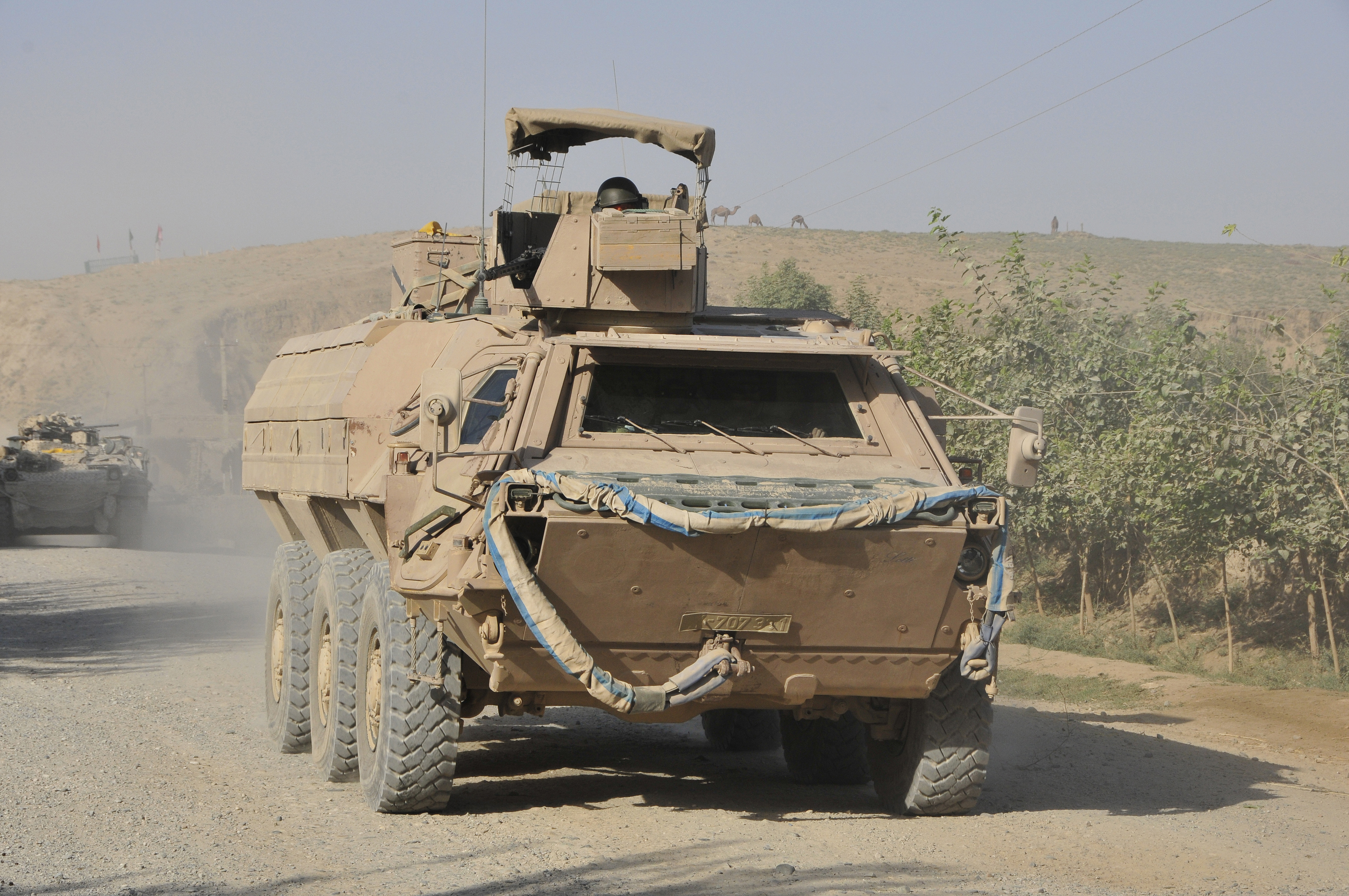
德軍中東派遣

- 裝甲運兵
- 裝步戰車
- 裝甲工程車
- 裝甲回收車
- 81或120mm迫擊砲車
- 米蘭反戰車飛彈發射車
- RASIT雷達車
- 電戰車
- 貨車
- 救護車
- 核生化(NBC)檢測防護車

- 沙特用核生化車
- 美軍M93
- 德軍中東派遣

## 使用國[3]
- 阿尔及利亚 980台
- 德国996台
- 以色列8台
- 科威特 12台
- 荷蘭23台
- 挪威9台
- 沙烏地阿拉伯37台
- 土耳其3台
- 阿联酋 34台
- 英国12台
- 美国 123台
- 委內瑞拉 11台